# Columbretes-Vulkanite
Die Columbretes-Vulkanite sind pleistozäne Vulkangesteine, aus denen die Columbretes-Inseln im Golf von Valencia aufgebaut sind, der oberflächlich sichtbare Teil des weitaus umfangreicheren, gleichnamigen Columbretes-Vulkanfelds.

## Geographie

Columbrete Grande mit kleineren Inseln – Überreste ehemaliger Vulkanbauten. Rechts sind die Inseln La Foradada und La Ferera zu erkennen.

Die Columbretes-Inseln liegen knapp 100 Kilometer nordöstlich von Valencia mitten im südwestlichen Balearen-Meer bzw. im Golf von Valencia. Bis Ibiza im Südosten sind es rund 100 Kilometer, bis Mallorca im Osten zirka 150 Kilometer. Das iberische Festland im Westen ist mit Castellón de la Plana 55 Kilometer entfernt. Die größte Insel des Archipels, Columbrete Grande, ist ein teilweise abgetragener Vulkan, der sich aus basaltischen Gesteinen zusammensetzt. Der Inselarchipel kann in vier Inselgruppen unterteilt werden, die wahrscheinlich an Nord- bis Nordost-streichenden Bruchsystemen angeordnet sind. Beginnend im Norden die Gruppe von Columbrete Grande, gefolgt weiter südwestlich von der Gruppe um Islote de Ferrera, sodann weiter südlich die Gruppe von Islote de Lobo und schließlich die Gruppe um El Bergantín. Sämtliche Inseln zeigen Spuren starker Küstenerosion.

## Geologie

### Regionalgeologischer Rahmen: Der Valencia-Trog
Das Balearen-Meer mit dem Golf von Valencia entspricht geologisch dem Valencia-Trog (spanisch Surco de Valencia), einem Grabenbruch, der sich zwischen dem iberischen Festland und den Balearen in nordost-südwestlicher Richtung erstreckt. Der Valencia-Trog kann in zwei Bereiche unterteilt werden: den nordwestlichen „Katalonien-Valencia-Bereich“ (span. dominio Valenciano-catalán) und südöstlichen „Betiden-Balearen-Bereich“ (dominio Bético-balear). Ersterer wird nach Nordwesten begrenzt durch das Katalanische Küstengebirge und das Iberische Gebirge (bzw. schließt deren küstenwärtige Ränder noch mit ein). Er ist von Dehnungstektonik charakterisiert und im küstennahen Abschnitt durch Ostnordost- bis Nord-streichende Abschiebungen in Horst- und Grabenstrukturen zerlegt. Der Betiden-Balearen-Bereich wird nach Südosten vom „Balearen-Sporn“ (englisch Balearic Promontory) begrenzt. Er ist nach Nordwesten auf den Katalonien-Valencia-Bereich aufgeschoben und besteht intern aus einem Stapel nach Nordwesten überschobener Decken, der von einem System annähernd nordwest-streichender listrischer Abschiebungen überprägt wird.gesamter Absatz nach 
Geophysikalisch zeichnet sich der Valencia-Trog durch eine stark ausgedünnte, nur 9 bis maximal 15 Kilometer dicke kontinentale Kruste aus, die einem Oberen Mantel mit anomal niedrigen P-Wellengeschwindigkeiten (7,2 bis 7,9 Kilometer/Sekunde) aufliegt. Kurzwellige magnetische Anomalien von sehr hoher Amplitude bis 500 Nanotesla werden Vulkanbauten im Untergrund zugeschrieben. Der hohe Wärmefluss von 70 bis 90 Watt/Quadratmeter deutet ebenfalls auf Vulkanismus hin.
Die tektonische Entwicklung des Valencia-Troges ging in zwei Schritten vor sich. Der erste Abschnitt dauerte vom späten Oligozän (Chattium) bis ins mittlere Miozän (Burdigalium) (25 bis 18 Millionen Jahre). Er sah sowohl die Etablierung des Valencia-Troges, als auch das Vorrücken der betischen Decken, deren Stapelung eine zusätzliche Absenkung der ausgedünnten nordwestlich vorgelagerten Kruste infolge tektonischer Auflast bewirkte. Der zweite Abschnitt dauert vom Serravallium bis auf den heutigen Tag (13,85 Millionen Jahre bis rezent). Im Katalonien-Valencia-Bereich kam es zu einem Abklingen der Dehnungstektonik, die sich in Richtung Festland zurückzog. Der Betiden-Balearen-Bereich wurde hingegen von umso stärkerer Dehnung ergriffen, deren Ursachen auf die Öffnung des südlich gelegenen Algerien-Beckens zurückzuführen sind.

### Columbretes-Vulkanite

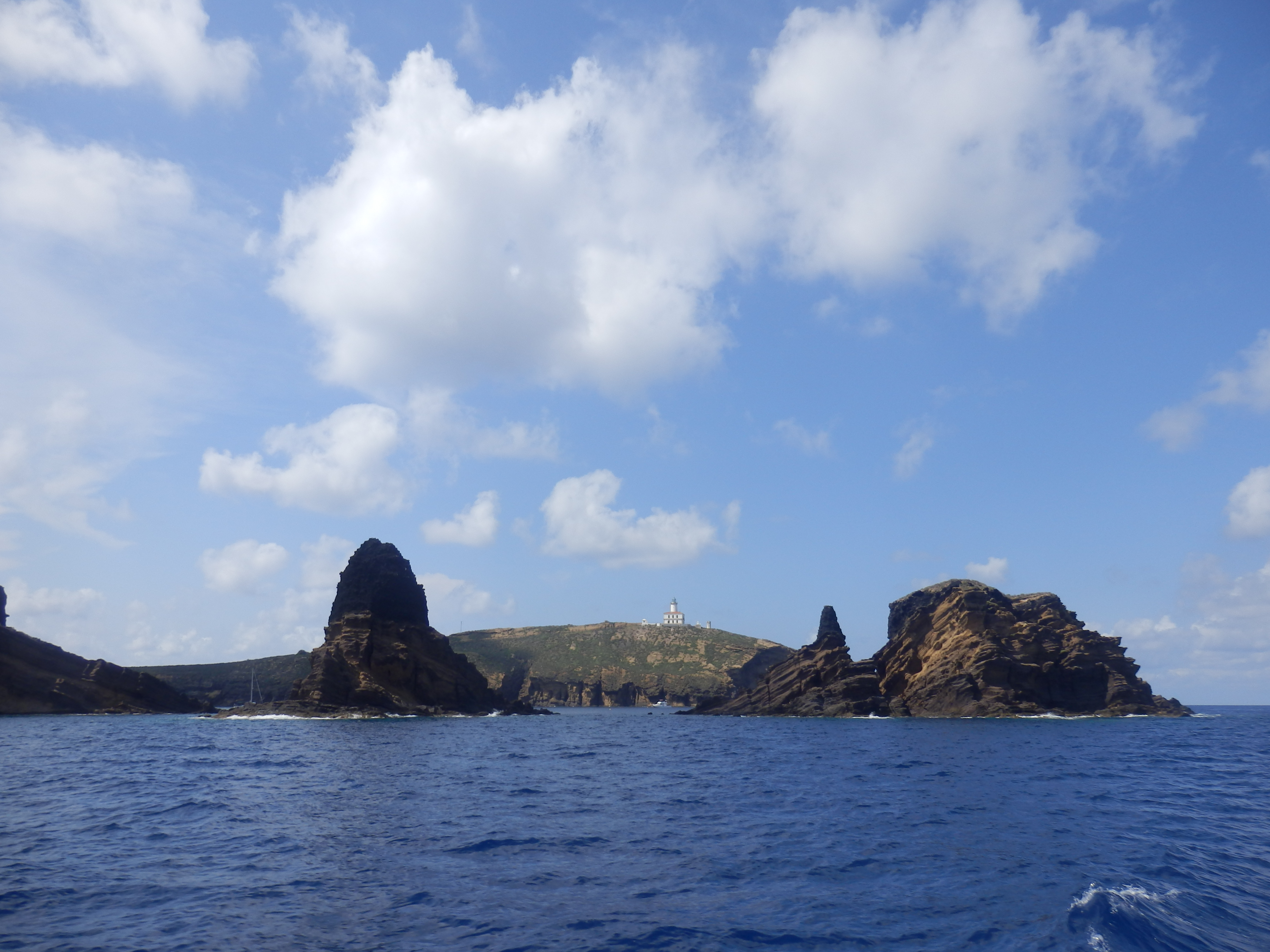
Die Inseln Mascarat (links) und Mancolibre (rechts) werden vorwiegend aus Pyroklastika aufgebaut (Lapilli und Bomben). Im Hintergrund Colmbrete Grande mit Leuchtturm.

Das Vulkanfeld der Columbretes-Inseln sitzt am Außenrand des Ebro-Schelfs auf einer 60 Meter hohen, 12 Kilometer langen und 4 Kilometer breiten untermeerischen Aufwölbung, die in 80 Meter Meerestiefe gipfelt. Ihr Kern dürfte wahrscheinlich aus paläozoischen Metamorphiten aufgebaut werden, die einen Horst an dem linksverschiebenden Westeuropäischen Riftsystem bilden. So wurden bei Sondierungen die metamorphen Minerale Sillimanit, Andalusit, Staurolith, Granate usw. angetroffen. Einschlüsse von Metasedimenten, Gabbros und Nephelinsyeniten in Phonolithen der südlichen Inselgruppen bekräftigen eine derartige Annahme. Zum weiter östlich gelegenen  Schelfrand in 160 Meter Wassertiefe sind es rund 10 Kilometer. Er fällt mit etwas über 5° bis auf 1200 Meter Wassertiefe in den Valencia-Trog ab. An seiner Kante hat sich ein riesiger, bis zu 20 Kilometer breiter Massenstrom gelöst, der nahezu die gesamte Schelfkante überdeckt und nach 15 Kilometer in 1150 Meter Tiefe zum Stehen kam.
Das eigentliche Columbretes-Vulkanfeld ist jedoch mit einer Ausdehnung von 90 × 40 Kilometer noch wesentlich extensiver.
Der größtenteils untergetauchte Inselarchipel besteht aus einer Vielzahl vulkanischer Strukturen wie z. B. Nadeln, Staukuppen, Schloten und deren Füllungen, Überreste von Vulkankegeln, aber auch Lavaflüssen. Einige Intrusivstrukturen haben den Meeresboden angehoben und zum Teil durchstoßen. Sie werden teilweise oder auch vollständig von Sedimentdrift verhüllt, welche von der nach Südwest fließenden Katalonienströmung herantransportiert wurde.
Die Entwicklung des Columbretes-Vulkanfeldes erfolgte in zwei Zyklen. Der erste Zyklus war kalkalkalischer Natur und dauerte vom Ende des Oligozäns bis ins mittlere Miozän. Der zweite Zyklus förderte ab dem mittleren Miozän bis ins Holozän alkalische Vulkanite. Gesteine beider Zyklen können gemeinsam auftreten und es ist durchaus denkbar, dass jüngere Laven durch eine Reaktivierung älterer Vulkanzentren entstanden. Lopez-Ruiz und Kollegen (2002) bringen die kalkalkalischen Vulkanite mit einem Dehnungsregime in Verbindung, das durch die im Uhrzeigersinn erfolgende Drehung des Balearensporns und durch die Öffnung des Valencia-Trogs initiiert worden war. Durch die Dehnung kam es zum Aufwallen von Sublithosphärenmaterial, zum Aufschmelzen des Lithosphärenmantels und zum Aufstieg von Magmen entlang Horst- und Grabenverwerfungen. Den Auslöser für den zweiten alkalischen Zyklus sehen die Autoren in linksverschiebenden Scherbewegungen entlang des Westeuropäischen Riftsystems.
Diesen beiden Zyklen vorausgegangen war die Rotation des korso-sardischen Blocks, die mit rund 30° gegen den Uhrzeiger erfolgt war und zu Riftvorgängen im Golfe du Lion und im Nordbalearenbecken sowie zur Öffnung des Ligurischen Meeres geführt hatte.
Der Aufbau des Vulkankegels von Columbrete Grande erfolgte in insgesamt sechs Episoden (A bis F), wobei sich in der Abfolge der Pyroklastika vier Diskordanzen erkennen lassen. In der Anfangsphase (Episoden A und B) kam es zu sehr violenten untermeerischen Ausbrüchen und es wurden submarine Tuffe in Form von Surge-Ablagerungen (Englisch wet surges) gefördert. Als der Vulkan aufgetaucht war, wurden die Tuffe subaerisch ausgeworfen. Diese dunklen Lapilli-Ablagerungen sind sehr reich an vulkanischen Bomben (Episoden C und F, zu finden auf Columbrete Grande, Mancolibre, Mascarat und Senyoreta). Gegen Ende der Vulkantätigkeiten kam es erneut zu einer Interaktion mit dem Meerwasser und daher zu phreatomagmatischen Ausbrüchen in Gestalt von nassen und trockenen Surges. Der Vulkan von Columbrete Grande dürfte vor seiner Erosion 300 bis 325 Meter aus dem Meer geragt haben.

## Petrologie
Die vorwiegend alkalischen Basaltgesteine der Columbretes-Inseln haben eine recht homogene Zusammensetzung, es handelt sich hauptsächlich um Basanite mit sehr niedrigem SiO2-Gehalt. Die Basanite von Columbrete Grande führen als Phänokristalle Plagioklas, Olivin, Augit und das Amphibol Kaersutit. Als metamorphe Xänokristalle fungieren Quarz und Plagioklas, die zum Teil korrodiert sind und undulöse Auslöschung zeigen. Die Grundmasse ist mikrokristallin oder glasig, Sekundärminerale sind Zeolithe und Karbonate. In den Surge-Ablagerungen sind sedimentäre Fremdgesteine wie beispielsweise Kalke, aber auch andere Basalte anzutreffen.
Es sind aber durchaus auch höhere Differentiate vorhanden. Laut Aparicio und Kollegen (1994) bestehen die Inselgruppen südlich von Columbrete Grande aus massiven Lavaströmen von phonolithischer bis tephritisch-phonolithischer Zusammensetzung, darunter grünlich-graue und dunkle, glashaltige Phonolithe. Ihre Phänokristalle sind Sanidin, Nephelin, Kaersutit und Opakminerale. Als Enklaven (Durchmesser < 10 Zentimeter) enthalten sie Sedimentgesteine, Gabbros und Nephelinsyenite.
Die Natrium-betonten Intraplattenvulkanite wurden auf verdünnter Kruste herzynischen Alters abgesetzt.
Folgende Tabelle soll die Bandbreite in den Zusammensetzungen der Vulkanite veranschaulichen:
| Oxid Gew. % | Basanit/Nephelinit | Hawaiit | Phonolith Bergantín | CIPW-Norm Prozent | Basanit/Nephelinit | Hawaiit |
| ----------- | ------------------ | ------- | ------------------- | ----------------- | ------------------ | ------- |
| SiO2        | 39,60              | 46,94   | 55,80               | Q                 | 0,0                | 0,0     |
| TiO2        | 2,99               | 2,33    | 0,78                | Or                | 14,18              | 7,80    |
| Al2O3       | 13,20              | 15,25   | 20,21               | Ab                | 18,35              | 5,06    |
| Fe2O3       | 5,33               | 3,97    | 3,96                | An                | 17,62              | 16,08   |
| FeO         | 4,81               | 6,10    | 0,39                | Ne                | 12,06              | 9,62    |
| MnO         | 0,15               | 0,15    | 0,13                | Di                | 26,23              | 19,75   |
| MgO         | 9,98               | 7,25    | 1,02                | Ol                | 8,89               | 9,30    |
| CaO         | 11,45              | 9,23    | 3,49                | Mt                | 7,33               | 5,76    |
| Na2O        | 3,23               | 4,11    | 8,03                | Il                | 5,68               | 4,43    |
| K2O         | 1,32               | 2,40    | 4,69                | Hem               | 0,28               | 0,0     |
| P2O5        | 0,84               | 0,75    | 0,22                | Ap                | 1,95               | 1,74    |

Die Vulkanite sind an SiO2 untersättigt (kein normativer Quarz), jedoch Nephelin- und Olivin-norrmativ. Ihre Aufschmelztiefen lagen bei 15 Kilometer, ihre Austrittstemperaturen bei 1018 bis 1021 °C.
Im Vergleich zu den Vulkaniten in Katalonien und in der Region um Valencia sind die Columbretes-Vulkanite deutlich an inkompatiblen Elementen abgereichert. Auch die kompatiblen Elemente wie beispielsweise Eisen, Magnesium, Mangan, Nickel und Chrom sind niedriger konzentriert. Phosphor zeigt  jedoch höhere Werte – erklärbar durch eine weniger deutliche SiO2-Untersättigung  der Magmen. Es darf somit angenommen werden, dass die Columbretes-Vulkanite durch eine höhere Aufschmelzrate bei einem ansonst gleichen Mantelreservoir abgesondert wurden. Auf eine höhere Aufschmelzrate verweist auch das recht niedrige Verhältnis LREE/HREE. So liegt das normalisierte Verhältnis (La/Yb)n zwischen 14,57 und 16,43, in Katalonien jedoch zwischen 16,65 und 21,12. Die anschließende Differentiation innerhalb der Columbretes-Vulkanite kann teils durch fraktionierte Kristallisation erklärt werden.
Tabelle mit Spurenelementen:
| Spurenelement ppm | Basanit/Nephelinit | Hawaiit |
| ----------------- | ------------------ | ------- |
| Cr                | 177                | 207     |
| Ni                | 135                | 128     |
| Zr                | 103                | 105     |
| Nb                | 3                  | 7       |
| Y                 | 21                 | 23      |
| Rb                | 17                 | 32      |
| Sr                | 1123               | 839     |
| Ba                | 967                | 838     |
| Th                | 5,0                | 5,71    |
| Ta                |                    | 4       |
| Hf                |                    | 5,8     |
| La                | 65                 | 45,9    |
| Ce                | 155                | 66,6    |
| Nd                |                    | 30      |
| Eu                |                    | 2,1     |
| Tb                |                    | 0,7     |
| Yb                |                    | 2,08    |

## Alter
Die Columbretes-Vulkanite wurden mit der Kalium-Argon-Methode radiometrisch auf 0,3 bis 1,0 Millionen Jahre datiert, sie entstanden somit im Verlauf des Pleistozäns.
Ähnlich junge Alter weisen auch basaltische Vulkanite des spanischen Festlands auf, beispielsweise bei Olot im Norden Kataloniens, Cofrentes und Picassent bei Valencia, Campo de Calatrava bei Ciudad Real sowie bei Cartagena in der Provinz Murcia. Vergleichbar sind auch der Vulkankomplex von Agde in Südfrankreich und die Vulkanite im Norden Sardiniens.
Submarine, andesitisch/dazitische Vulkanite der näheren Umgebung, die dem ersten Zyklus angehören, konnten mit 21,9 bis 20,8 bzw. mit 24,4 bis 19,4 Millionen Jahren datiert werden. Ihr wesentlich höheres Alter entspricht in etwa Rhyolithen auf Mallorca, deren Alter mit 19,0 bis 18,6 Millionen Jahre bestimmt wurde, oder auch kalkalkalischen Magmatiten Südostspaniens.
Muñoz und Kollegen (2005) sind der Ansicht, dass einige der die Columbretes-Inseln umgebenden untermeerischen Vulkanstrukturen ein sehr junges Alter (< 13.000 Jahre) aufweisen, da sie keinerlei Erosionsstrukturen besitzen und holozäne Sedimente verformen bzw. durchbohren.